# 亨利·斯洛克姆
亨利·斯洛克姆（英語：Henry Slocum，1862年5月28日—1949年1月22日），美国男子网球运动员。他曾获得美国网球公开赛男子单打冠军、男子双打冠军。他于1955年入选国际网球名人堂。